# 彼得霍夫宮
彼得霍夫宮（羅馬化：Petergóf），是位於俄羅斯聖彼得堡彼得宮城的一組宮殿建築，設計者是彼得大帝。作為夏宮使用。彼得霍夫宮和其花園有時被稱為「俄羅斯的凡爾賽宮」。現在彼得霍夫宮被列為世界文化遺產。
喷水池中央立有参孙撕开狮子嘴的雕像，寓意俄罗斯在大北方战争中战胜瑞典。